# Grattacieli più alti di Panama
Questo elenco di edifici più alti di Panama classifica i grattacieli di Panama per altezza. L'edificio completato più alto di Panama è il Bahia Grand Panama, alto 284 metri. 

## Edifici più alti

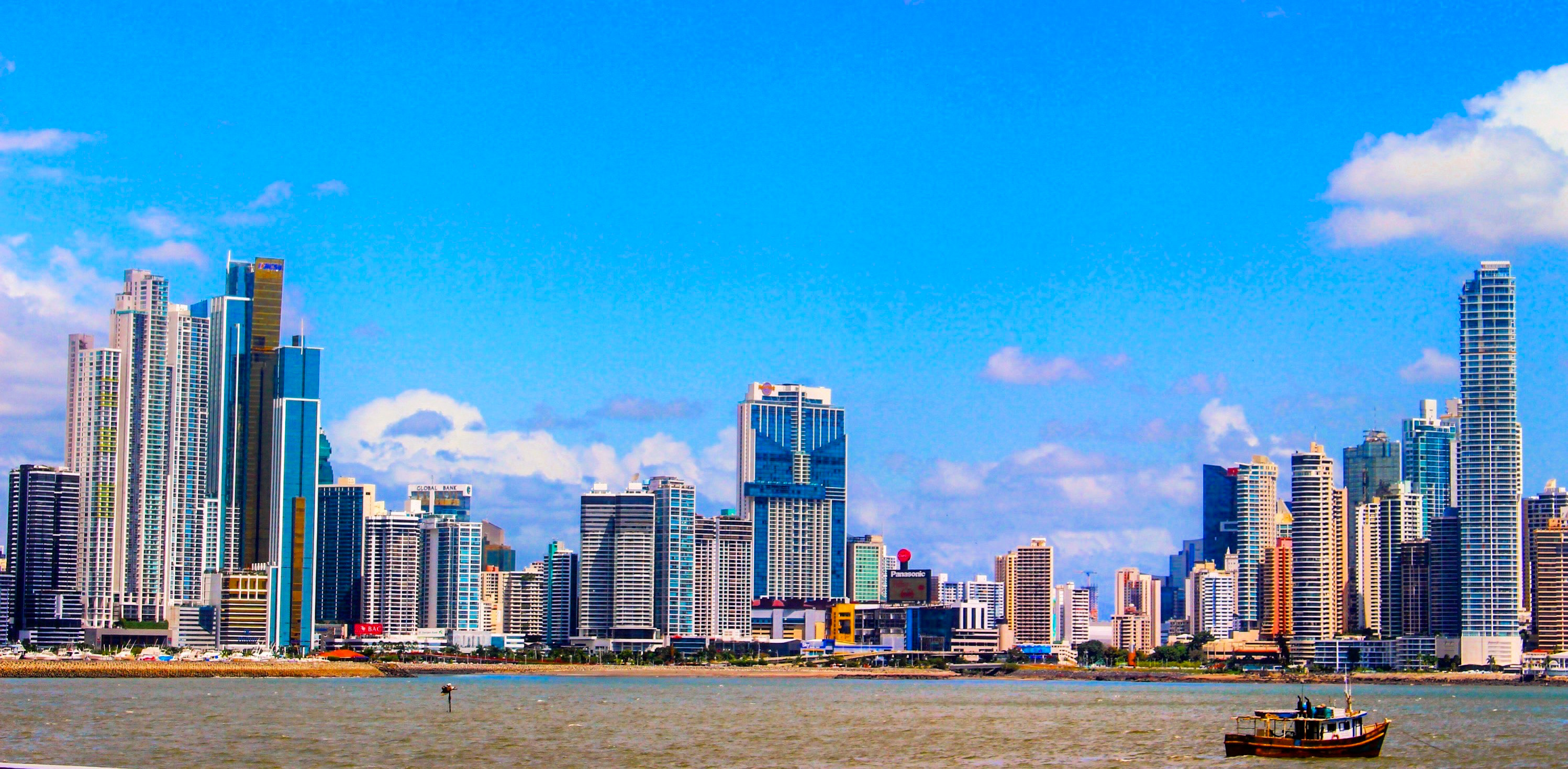
Skyline di Panama da Cinta Costera

Questa lista comprende tutti gli edifici completati più alti di 150 metri senza l'inclusione di antenne e/o guglie.

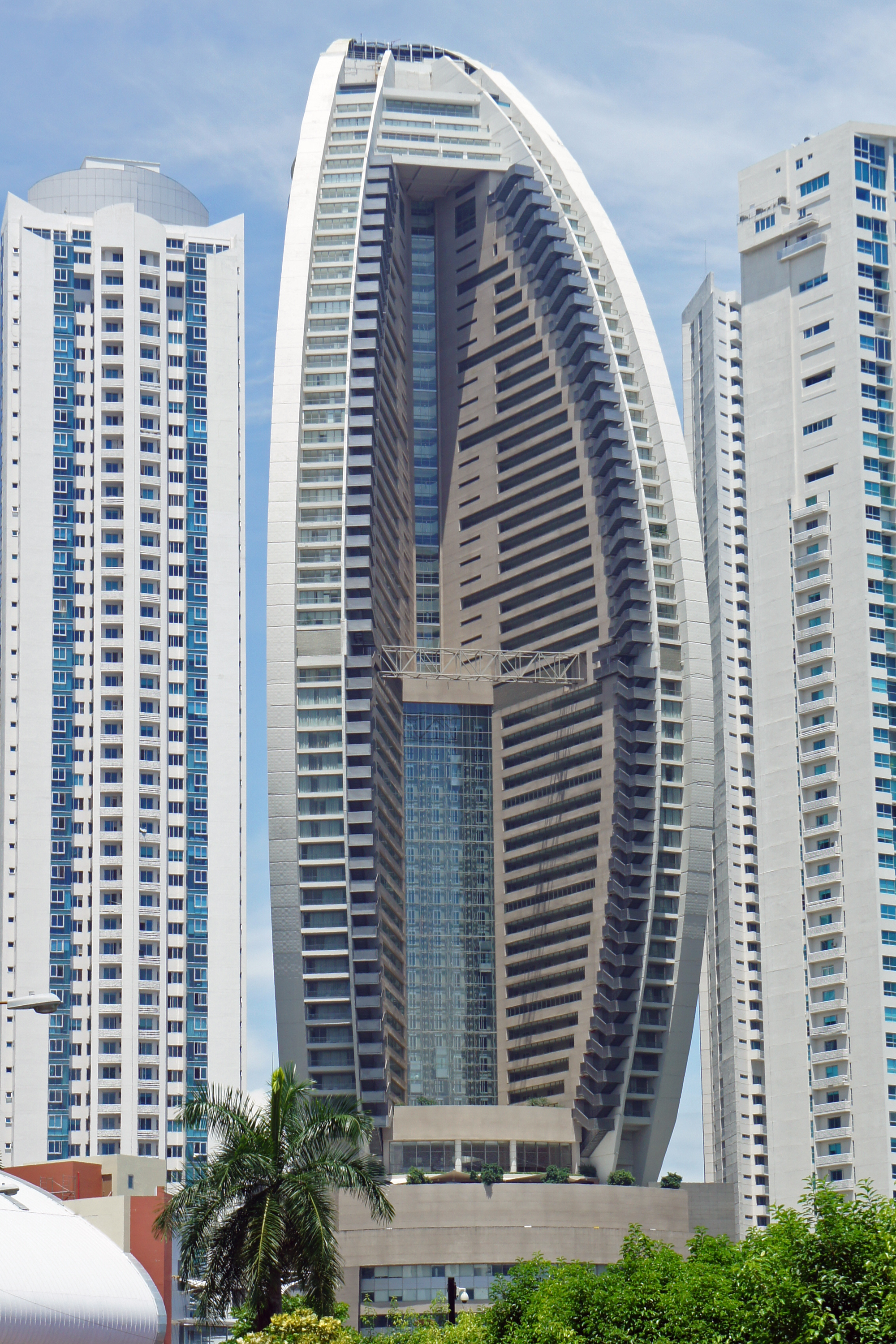
Il Bahia Grand Panama, l'edificio più alto di Panama.

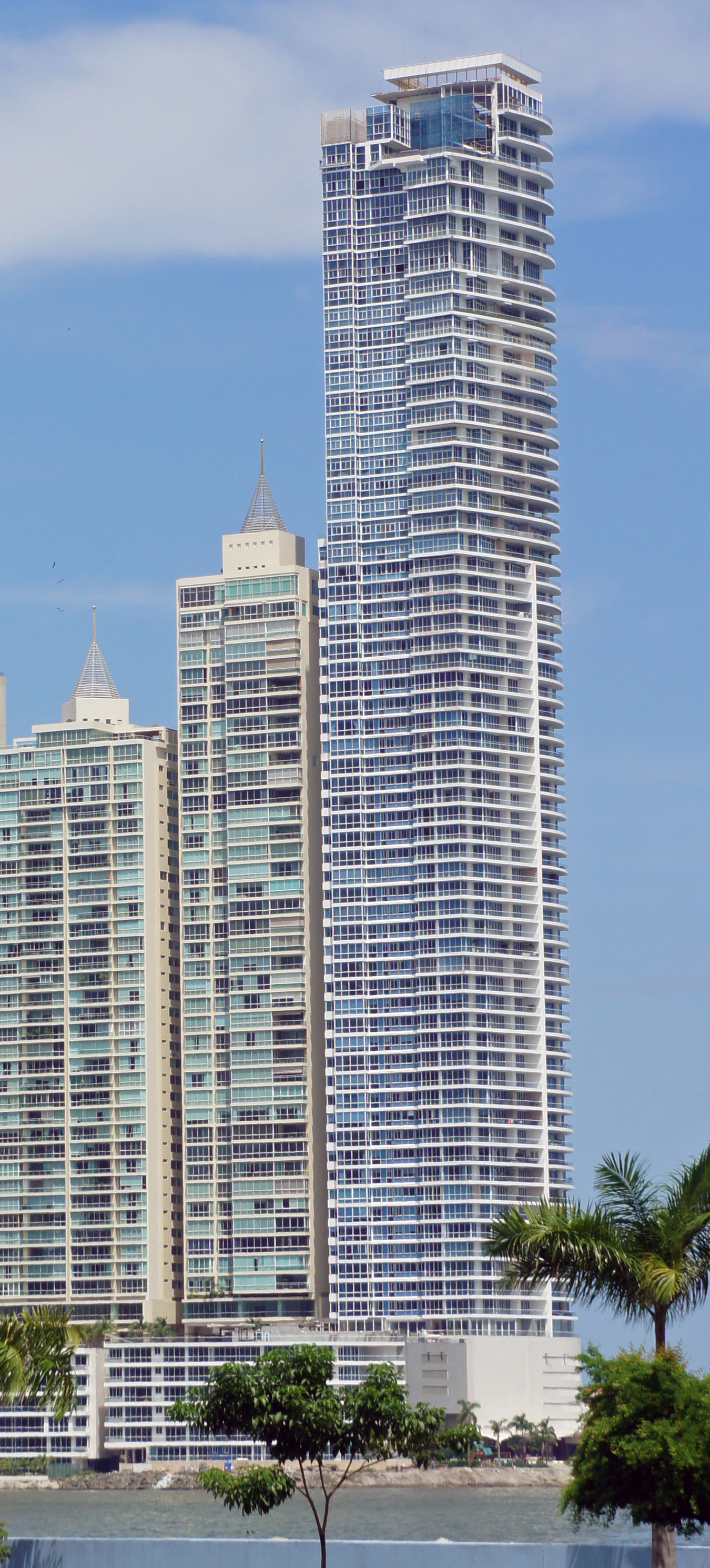
The Point è l'edificio residenziale più alto in America Centrale.

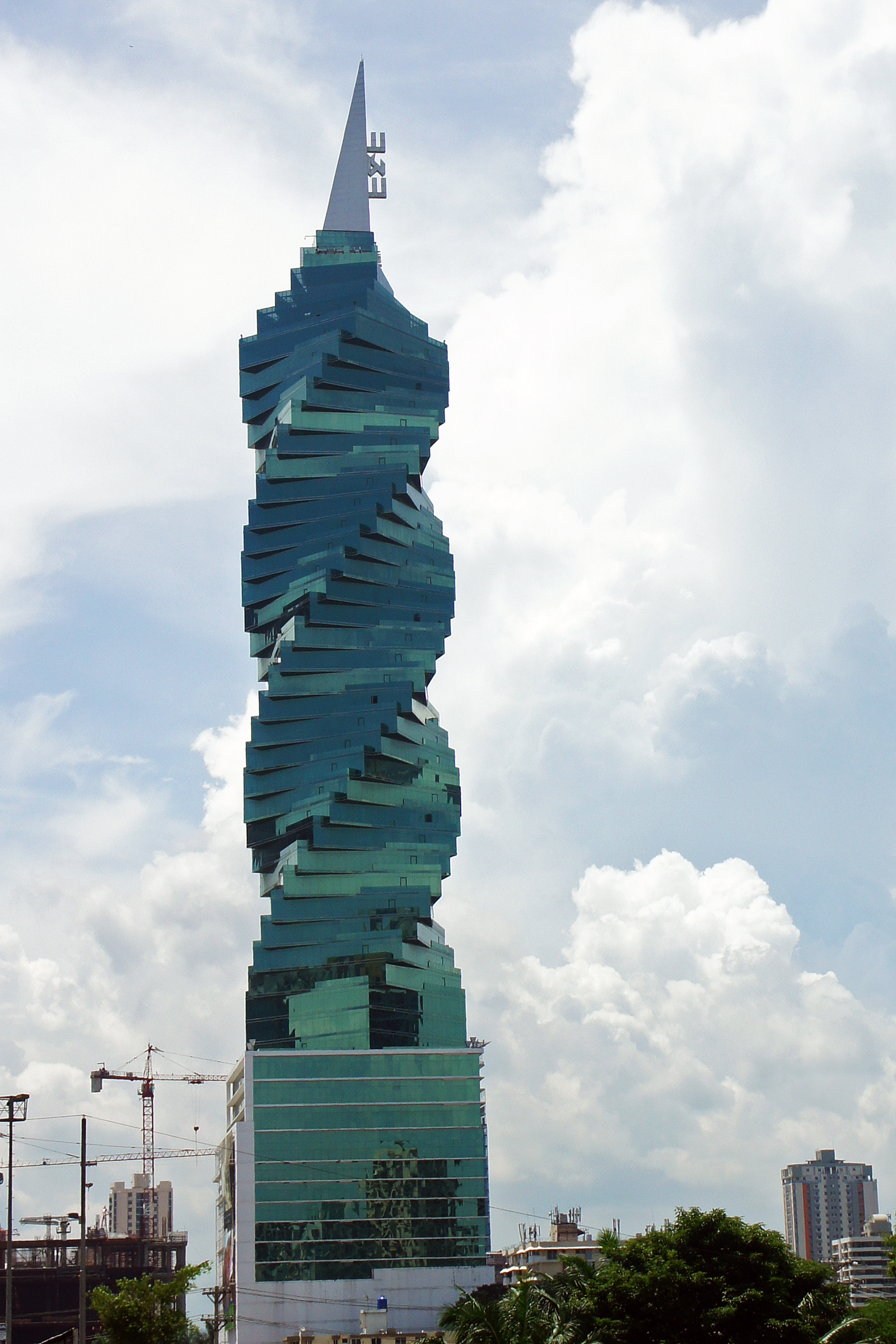
La F&F Tower è stata selezionata tra i vincitori dell'Emporis Skyscraper Award 2011, classificandosi al 7 ° posto per eccellenza architettonica.

| Rank | Name                           | Image | Height m / ft | Floors | Year | Notes                   |
| ---- | ------------------------------ | ----- | ------------- | ------ | ---- | ----------------------- |
| 1    | The Bahia Grand Panama         |       | 284 / 933     | 70     | 2011 | [ 2 ] [ 3 ]             |
| 2    | Vitri Tower                    |       | 281/ 921      | 75     | 2012 |                         |
| 3    | Ocean Two                      |       | 273 / 895     | 73     | 2010 | [ 4 ] [ 5 ]             |
| 4    | Star Bay Tower                 |       | 267 / 876     | 65     | 2013 |                         |
| 5    | The Point                      |       | 266 / 873     | 66     | 2010 | [ 6 ] [ 7 ]             |
| 6    | Arts Tower                     |       | 264 / 866     | 60     | 2013 |                         |
| 7    | Tower Financial Center         |       | 255 / 837     | 57     | 2011 | [ 8 ] [ 9 ]             |
| 8    | F&F Tower                      |       | 243 / 797     | 52     | 2011 | [ 10 ] [ 11 ]           |
| 9    | Pearl Tower                    |       | 242 / 795     | 70     | 2011 | [ 12 ] [ 13 ]           |
| 10   | Rivage                         |       | 233 / 765     | 68     | 2012 | [ 14 ]                  |
| 11   | YooPanama                      |       | 232 / 762     | 57     | 2012 |                         |
| 12   | Torre Waters                   |       | 232 / 761     | 69     | 2011 | [ 15 ] [ 16 ]           |
| 13   | Torre Megapolis                |       | 230 / 755     | 63     | 2011 |                         |
| 14   | Q Tower                        |       | 226 / 740     | 65     | 2011 | [ 17 ] [ 18 ]           |
| 15   | Ten Tower                      |       | 221 / 725     | 54     | 2011 | [ 19 ] [ 20 ]           |
| 16   | White Tower                    |       | 218 / 715     | 62     | 2011 | [ 21 ] [ 22 ]           |
| 17   | Evolution Tower                |       | 217 / 702     | 56     | 2017 | [ 23 ]                  |
| 18   | Yacht Club Tower               |       | 215 / 705     | 57     | 2011 | [ 24 ] [ 25 ]           |
| 19   | Aqualina Tower                 |       | 210 / 689     | 63     | 2007 | [ 26 ] [ 27 ]           |
| 20   | Oasis on the Bay               |       | 209 / 686     | 58     | 2012 | [ 28 ]                  |
| 21   | Ocean One                      |       | 207 / 679     | 54     | 2008 | [ 29 ] [ 30 ]           |
| 22   | Oceania Business Plaza 1       |       | 207 / 679     | 53     | 2012 | [ 31 ]                  |
| 23=  | HSBC Tower                     |       | 207 / 679     | 41     | 2014 | [ 32 ]                  |
| 24   | Aquamare                       |       | 198 / 650     | 56     | 2007 | [ 33 ] [ 34 ]           |
| 25   | Venetian Tower                 |       | 192 / 630     | 47     | 2008 | [ 35 ] [ 36 ]           |
| 26   | Bahia Pacifica                 |       | 185 / 607     | 48     | 2007 | [ 37 ]                  |
| 27   | Destiny Panama Bay             |       | 182 / 597     | 58     | 2013 | [ 38 ]                  |
| 28   | Costa del Este, Country Club 1 |       | 180 / 590     | 55     | 2008 | [ 39 ] [ 40 ]           |
| 29   | Sky Residences                 |       | 180 / 591     | 51     | 2009 | [ 41 ]                  |
| 30   | Pacific Village 1              |       | 179 / 587     | 47     | 2009 | Torri gemelle più alte  |
| 31   | Pacific Village 2              |       | 179 / 587     | 47     | 2009 | Torri gemelle più alte. |
| 32   | Torre Global Bank              |       | 176 / 577     | 43     | 2005 | [ 45 ] [ 46 ]           |
| 33   | Torre Allure                   |       | 172 / 565     | 55     | 2011 | [ 47 ] [ 48 ]           |
| 34   | Mirage                         |       | 172 / 565     | 48     | 1997 | [ 49 ] [ 50 ]           |
| 35   | Dupont Tower                   |       | 170 / 558     | 53     | 2010 | [ 51 ]                  |
| 36   | Bella Mare                     |       | 169 / 556     | 44     | 2008 | [ 52 ] [ 53 ]           |
| 37   | Miramar Tower II               |       | 168 / 551     | 55     | 1996 | [ 54 ] [ 55 ]           |
| 38   | Miramar Tower I                |       | 168 / 551     | 55     | 1996 | [ 55 ] [ 56 ]           |
| 39   | Oceania Business Plaza 2       |       | 168 / 551     | 47     | 2012 | [ 57 ]                  |
| 40   | Grand Tower                    |       | 168 / 551     | 48     | 2013 | [ 58 ]                  |
| 41   | Sevilla 1                      |       | 165 / 541     | 49     | 2009 | [ 28 ]                  |
| 42   | Sevilla 2                      |       | 165 / 541     | 49     | 2009 | [ 28 ]                  |
| 43   | Torre Vista Marina             |       | 162 / 530     | 44     | 2002 | [ 59 ] [ 60 ]           |
| 44   | Astoria Tower                  |       | 160 / 525     | 36     | 2009 | [ 61 ]                  |
| 45   | Platinum Tower                 |       | 159 / 522     | 47     | 1996 | [ 62 ] [ 63 ]           |
| 46   | Credicop Bank Tower            |       | 155 / 509     | 42     | 1997 |                         |
| 47   | Mystic Point 100               |       | 155 / 509     | 44     | 2005 |                         |
| 48   | Mystic Point 200               |       | 155 / 509     | 44     | 2005 |                         |
| 49   | The Sea Waves                  |       | 155 / 509     | 43     | 2010 |                         |
| 50   | Golden Tower                   |       | 152 / 498     | 30     | 2014 |                         |

## Edifici approvati o in costruzione

### Approvati
| Nome          | Altezza m / piedi | Piani* | Anno* | Gli appunti   |
| ------------- | ----------------- | ------ | ----- | ------------- |
| Torre Bel Air |                   | 28     |       | [ 64 ]        |
| The Riz Tower |                   | 38     |       | [ 65 ] [ 66 ] |

### In costruzione
| Nome                        | Altezza* m / piedi | Piani | Anno* | Gli appunti |
| --------------------------- | ------------------ | ----- | ----- | ----------- |
| Torre centrale              | 320 / 1.050        | 70    |       | [ 67 ]      |
| Exuma                       | 295/968            | 90    |       | [ 68 ]      |
| Orizzonte                   | 288/932            | 88    |       | [ 69 ]      |
| Orizzonte                   | 230/755            | 72    |       | [ 70 ]      |
| Torre Sfera                 | 210/688            | 67    |       | [ 71 ]      |
| Essenza                     | 204/668            | 65    |       | [ 72 ]      |
| E Tower                     | 194/637            | 69    |       | [ 73 ]      |
| Torre di prestigio          |                    | 62    |       | [ 74 ]      |
| Paitilla 101                |                    | 60    |       | [ 75 ]      |
| Park Avenue                 | 163/535            | 52    |       | [ 76 ]      |
| Torre del parco finanziario |                    | 60    |       | [ 77 ]      |
| Elite 500                   |                    | 59    |       | [ 78 ]      |
| Punta Marina                |                    | 57    |       | [ 79 ]      |
| L'Oriente                   |                    | 56    |       | [ 80 ]      |
| Torre dell'Evoluzione       |                    | 54    |       | [ 81 ]      |
| Torre Dacia                 |                    | 54    |       | [ 82 ]      |
| Bella Vista 43 Street       |                    | 54    |       | [ 83 ]      |
| Terrazas de Bella Vista     |                    | 54    |       | [ 84 ]      |
| Torres del Este             |                    | 54    |       | [ 85 ]      |
| Nikki Beach Hotel           |                    | 53    |       | [ 86 ]      |

## Cronologia degli edifici più alti
| Nome                  | Quartiere                            | Anni più alti | Altezza ft / m | Piani | Riferimento   |
| --------------------- | ------------------------------------ | ------------- | -------------- | ----- | ------------- |
| Banco esterno         |                                      | 1979 — 1989   |                | 25    | [ 87 ] [ 88 ] |
| Mediterrané           | Punta Paitilla                       | 1989 — 1993   |                | 27    | [ 89 ] [ 90 ] |
| Mar de Plata          | Punta Paitilla                       | 1993 — 1994   |                | 34    | [ 91 ] [ 92 ] |
| Bayside               | Costa del Este                       | 1994 — 1995   |                | 36    | [ 93 ] [ 94 ] |
| Costa del Mar         |                                      | 1995 — 1996   |                | 38    | [ 95 ] [ 96 ] |
| Torri Miramar         | Avenida Balboa e Calle Federico Boyd | 1996 — 1997   | 551/168        | 55    | [ 55 ] [ 97 ] |
| Mirage                | Punta Paitilla                       | 1997 — 2005   | 564/172        | 48    | [ 49 ] [ 50 ] |
| Torre Global Bank     | Calle 50 e Calle 58                  | 2005 — 2007   | 577/176        | 43    | [ 45 ] [ 46 ] |
| Torre Aqualina        | Punta Pacifica                       | 2007 — 2010   | 689/210        | 67    | [ 26 ] [ 27 ] |
| The Point             | Punta Paitilla                       | 2010 — 2011   | 873/266        | 65    | [ 6 ] [ 7 ]   |
| Il Bahia Grand Panama | Punta Pacifica                       | 2011 —        | 961/293        | 68    | [ 2 ] [ 3 ]   |